# Горенє Брезово
Горенє Брезово (словен. Gorenje Brezovo) — поселення в общині Іванчна Гориця, Осреднєсловенський регіон, Словенія. Висота над рівнем моря: 633,7 м.